# American Dream (크로스비, 스틸스, 내시 & 영의 음반)
| 전문가 평가      | 전문가 평가 |
| 평가 점수        | 평가 점수   |
| 출처             | 점수        |
| ---------------- | ----------- |
| Allmusic         | [ 1 ]       |
| Robert Christgau | C+          |
| Rolling Stone    | [ 3 ]       |

《American Dream》은 크로스비, 스틸스 & 내시의 다섯 번째 스튜디오 음반이자, 닐 영과 함께한 두 번째 음반이다. 1988년 애틀랜틱 레코드를 통해 발매되었으며, 미국 빌보드 200 차트에서 16위를 기록했다. 이 음반은 미국 음반 산업 협회(RIAA)로부터 플래티넘 인증을 받았다. 현재까지 이 음반은 크로스비, 스틸스, 내시 & 영의 오리지널 신곡이 수록된 음반 가운데 마지막으로 RIAA로부터 골드 또는 플래티넘 인증을 받은 작품이다. 또한 이 음반은 닐 영이 1980년대에 발표한 음반 중 가장 높은 판매고를 올렸다.  본 음반은 잰 크로스비, 앤 스틸스, 수전 내시, 페기 영에게 헌정되었다.

## 배경
닐 영은 1983년, 데이비드 크로스비에게 약물 문제를 해결하고 자신을 정화할 수만 있다면 크로스비, 스틸스 & 내시와 다시 합류하겠다고 약속했다. 크로스비는 1985년 플로리다주 웨스트팜비치에서 불법 약물과 반자동 화기를 소지한 혐의로 체포된 뒤, 1986년 텍사스주 헌츠빌에 있는 텍사스 교정국에서 5개월간 복역했으며, 이 수감 생활을 통해 실질적인 변화에 성공했다. 이에 약속을 지킨 닐 영은 크로스비, 스틸스 & 내시와 함께 캘리포니아주 우드사이드에 있는 자신의 목장에서 두 번째 공식 CSNY 스튜디오 음반을 녹음하기 위해 직접 고른 프로덕션 팀과 함께 네 사람을 소집했다.
닐 영이 작곡한 타이틀곡 〈American Dream〉은 올리버 노스, 전 대통령 후보 게리 하트, 텔레방송 목사 지미 스와가트를 둘러싼 당시의 화제였던 정치 스캔들을 풍자한 곡이다. 이 곡은 줄리언 템플이 감독한 뮤직 비디오와 함께 홍보되었으며, 밴드 멤버들이 노스 (스틸스), 하트 (내시), 스와가트 (크로스비)의 과장된 캐리커처로 분장하고, 닐 영은 변장한 모습으로 이들의 "몰락"을 서술하는 내레이터이자 펑크 로커로 등장하였다. 싱글로 발매된 〈American Dream〉은 빌보드 핫 100 차트에 진입하지 못했으며, 음반에서 발매된 다른 네 개의 싱글 중 세 곡도 마찬가지였다. 그러나 이 곡은 앨범 록 트랙 차트(현 메인스트림 록 트랙)에서 4위까지 올랐다. 미국 내에서 유일하게 핫 100에 진입한 싱글은 〈Got It Made〉로, 최고 69위를 기록했으며, 형식별 빌보드 차트에서는 어덜트 컨템퍼러리 11위, 앨범 록 트랙 1위를 기록했다. 닐 영의 고향인 캐나다에서는 〈American Dream〉이 큰 인기를 끌어 3위에 올랐고, 〈Got It Made〉는 16위를 기록했다.

## 녹음
데이비드 크로스비는 다음과 같이 회상했다. "〈American Dream〉 녹음 과정 전체가 길어졌어요. 그리고 우리가 작업할 곡들도 사실 최고 수준은 아니었죠. 좋은 곡이 충분하지 않았음에도, 우리는 결국 열네 곡이나 음반에 실었어요! 그건 바보 같은 결정이었다고 생각해요." 이 음반은 그룹의 역사상 처음으로, 수록곡 중 어느 곡도 이후 공연 레퍼토리에 정착하지 못한 스튜디오 음반이 되었다.

## 곡 목록
| #   | 제목                           | 작사·작곡                        | 재생 시간 |
| --- | ------------------------------ | -------------------------------- | --------- |
| 1.  | 〈American Dream〉             | 닐 영                            | 3:15      |
| 2.  | 〈Got It Made〉                | 스티븐 스틸스, 영                | 4:36      |
| 3.  | 〈Name of Love〉               | 영                               | 4:28      |
| 4.  | 〈Don't Say Goodbye〉          | 그레이엄 내시, 조 비탈리         | 3:23      |
| 5.  | 〈This Old House〉             | 영                               | 4:44      |
| 6.  | 〈Nighttime for the Generals〉 | 데이비드 크로스비, 크레이그 도지 | 4:20      |
| 7.  | 〈Shadowland〉                 | 내시, 닉 라이언, 비탈리          | 4:33      |
| 8.  | 〈Drivin' Thunder〉            | 스틸스, 영                       | 3:12      |
| 9.  | 〈Clear Blue Skies〉           | 내시                             | 3:05      |
| 10. | 〈That Girl〉                  | 스틸스, 비탈리, 밥 글라우브      | 3:27      |
| 11. | 〈Compass〉                    | 크로스비                         | 5:19      |
| 12. | 〈Soldiers of Peace〉          | 내시, 도지, 비탈리               | 3:43      |
| 13. | 〈Feel Your Love〉             | 영                               | 4:09      |
| 14. | 〈Night Song〉                 | 스틸스, 영                       | 4:17      |

## 인증
| 국가                       | 인증     | 판매량/출하량 |
| -------------------------- | -------- | ------------- |
| 미국 (RIAA)                | 플래티넘 | 1,000,000^    |
| ^출하량을 기반으로 한 인증 |          |               |